# Batalha de Chalchuapa
Batalha de Chalchuapa foi um confronto armado que ocorreu no território de El Salvador em 2 de abril de 1885. A origem da batalha foi o desejo do então presidente da Guatemala, Justo Rufino Barrios, de unificar sob o seu comando os países da América Central, tal como foi na época colonial com a Capitania Geral da Guatemala. Antes de recorrer às armas, Barrios tentou diplomaticamente chegar a acordos mas os presidentes das outras nações centro-americanas se recusaram. No fragor da batalha, Barrios dirigiu seu exército de seu cavalo, dando ordens, mas nesta posição era um alvo ideal. Sendo assim, acabou morto em combate. Este fato significaria também o fracasso da Intentona de Barrios.